# حركة حق
حركة حق حركة الحريات والديمقراطية بحرينية تعد من أبرز الحركات البحرينية معارضة لاعتبار أمين الحركة العام حسن مشيمع أبرز معارض سياسي في البحرين، نائب الأمين العام هو عيسى الجودر تأسست في 11 نوفمبر 2005 ميلادي.

## بداية الحركة
قبل تأسيس الحركة كان أهم أعضائها ومن ضمنهم الأستاذ حسن مشيمع أعضاء في جمعية الوفاق الوطني الإسلامية والتي كانت في ذلك الوقت من أكبر الحركات المعارضة في البحرين، بعد إصدار الحكومة البحرينية لقانون الجمعيات السياسية الجديد في 2005 اختلف قادة جمعية الوفاق الوطني الإسلامية بين من يؤيد الموافقة على القانون وبين من يعارض الموافقة عليه، انتهت المناقشات بانفصال بعض أعضاء الجمعية وأسسوا حركة حق.

## الأهداف والمبادئ الاستيراتيجية
1-إحداث إصلاح سياسي حقيقي والسعي وراء إقامة دولة القانون ومؤسسات المجتمع المدني.
2- المطالبة بإصدار دستور عقدي جديد يقوم بصياغته الشعب عبر الانتخابات الشعبية وبعد إصلاح قانون الانتخابات وتوزيع عادل للدوائر على أساس الكثافة السكانية.
3- التداول السلمي للسلطة دون تفرد لمجلس الوزراء. وعرض التشكيل الوزاري على مجلس البرلمان للمصادقة عليه.
4- إصلاح القضاء واعادة صياغة القوانين.
5-محاربة الطائفية، والتمييز والتمايز بكافة الأشكال. وبناء الإدارات السليمة والاعتماد على مبدأ تكافؤ الفرص.
6- تحقيق نمو اقتصادي حقيقي، والاعتماد على خطط خمسية أو عشرية بعيدة المدى للتطوير الحياة العلمية.
7- الالتزام بخطة عمل لحل مشكلة البطالة، وتحديد الأجور، وحل مشاكل الإسكان والصحة، والاهتمام بالمستوى المعيشي للفرد.
8-إعادة الترتيب البيئي وفتح السواحل أمام المواطنين.
9- ترسيخ قيم حقوق الإنسان والتوازن الحقيقي بين الأفراد.
10- المحافظة على هوية البحرين الثقافية والديموغرافية، وكشف الحقيقة عن عمليات التجنيس التي وقعت بعد أغسطس عام 1975م
11-الدفاع عن حقوق المواطن البحريني بالطرق السلمية.
و قدمت حركة حق بنيويورك عريضة إلى الأمين العام للأمم المتحدة تطالب بوضع دستور بحريني جديد من خلال لجنة منتخبة تحت إشراف منظمة الأمم المتحدة. وجاء في العريضة التي حصلت على توقيع 82 الف مواطن بحريني فوق سن الـ 18 من اجمالي460 ألف مواطن (أي أكثر من 17 % من مواطني دولة البحرين)

## المطالبة بتنحية رئيس الوزراء
إضافة إلى ذلك طالبت حركة الحريات والديموقراطية في البحرين (حق) بتنحي رئيس الحكومة خليفة بن سلمان آل خليفة عقب اعترافه بالمسؤولية عن قمع تحركات المعارضة الوطنية طوال العقود الماضية، وذلك في مقابلة مع صحيفة السياسة الكويتية مؤخرا.
ودعت حركة حق إلى «محاكمة جميع المتهمين بتجاوزات المرحلة السابقة.. خاصة بعد أن اعترف رئيس الوزراء أنه مهندس تلك الحقبة والمسئول الأول عن كل ما حدث».
وقد طالبت حركة حق "إجراء استفتاء شعبي – تحت رعاية دولية- على سياسة الحكومة التي ترعى مشاريع الاستيطان واستبدال شعب البحرين، وبرامج التمييز الطائفي التي تنفذها بالتنسيق مع الديوان الملكي- كما جاء في تقارير البندر.
وقد بدأت حركة حق في العريضة الشعبية المطالبة بتنحية رئيس الوزراء خليفة بن سلمان آل خليفة منذ مدة زمنية ليست بالطويلة وقام الكثير من أبناء الشعب الوفي التوقيع على هذه العريضة، وقد أعلن الأستاذ حسن مشيمع في خطبة له بمسجد الإمام الصادق (ع) بمنطقة القفول إلى أن عدد الموقعين على العريضة الشعبية وصل إلى 54 ألفاً من المواطنين.

## وصلات خارجية
- الموقع الرسمي لحركة حق